# Esquematismo
El esquematismo es una forma de representar objetos reales con un estilo caracterizado por el uso de trazos simbólicos y simplificados que no pretenden ser una copia de otra obra. El dibujo resultante, usualmente, omite detalles irrelevantes para la información que interesa resaltar y, asimismo, los elementos son reducidos a diagramas arbitrarios o convencionales que rozan la abstracción y que, a pesar de ello, son fácilmente accesibles a la comprensión humana.
A menudo se añaden símbolos abstractos de difícil interpretación si el dibujo está fuera de contexto, pero la comprensión de los mismos aumenta a medida que el espectador se familiariza con los elementos icónicos y diagramas utilizados.
El esquematismo es un recurso artístico que se da en numerosas corrientes a lo largo de toda la Historia del Arte; pero también es utilizado en otros campos de la vida humana en los que se necesita un sistema comunicativo universal y accesible, por ejemplo, las señales de tráfico, los planos, los esquemas de reparación o montaje de objetos compuestos, los procesos científicos (ej. la representación gráfica propia de la formulación en química orgánica).